# Syromastus rhombeus
Espèce
Syromastus rhombeus est une espèce d'insectes hémiptères du sous-ordre des hétéroptères (punaises) de la famille des Coreidae. Elle se nourrit sur les caryophyllacées et affectionne les lieux secs et chauds.

## Dénomination
On trouve parfois la graphie Syromastes rhombeus.